# Extreme Ghostbusters: Code Ecto-1
Extreme Ghostbusters: Code Ecto-1 is een videospel uit 2002, gebaseerd op de serie Extreme Ghostbusters. Het spel is uitgebracht door DreamCatcher Interactive Inc. voor de Game Boy Advance.

## Gameplay
De half-demon/half-mens Graaf Mercharior ontvoerd twee leden van het nieuwe Ghostbustersteam: Roland en Garrett. De speler neemt de rol aan van de overige twee Ghostbusters om ze te redden en Mercharior te verslaan.
De speler moet met de Exto-1 de overige twee Ghostbusters, Kyli en Eduardo, naar vier locaties in New York laten reizen om aanwijzingen te verzamelen over de verblijfplaats van Roland en Garrett. Op elke locatie moeten drie levels worden doorzocht. In deze levels moet de speler spoken verslaan, energie en power-ups vinden, puzzels oplossen en geheime gangen ontdekken. Het laatste level in elk gebied wordt afgesloten met een eindbaasgevecht.
Als alle locaties zijn bezocht en alle aanwijzingen verzameld, wordt de laatste locatie bekendgemaakt. Daar moet de speler het opnemen tegen graaf Mercharior.
Het spel combineert elementen van een racespel, een schietspel en een platformspel.